# Prybuźke (hromada Hałycynowe)
Prybuźke (ukr. Прибузьке) – wieś na Ukrainie, w obwodzie mikołajowskim, w rejonie mikołajowskim. W 2001 liczyła 1440 mieszkańców, spośród których 1292 posługiwało się językiem ukraińskim, 127 rosyjskim, 7 mołdawskim, 1 rumuńskim, 1 bułgarskim, 8 białoruskim, a 4 ormiańskim.